# 成吉思汗 (1943年の映画)
『成吉思汗』（じんぎすかん）は、1943年（昭和18年）1月3日公開の日本映画である。大映製作、映画配給社（白系）配給。監督は牛原虚彦。モノクロ、スタンダード、82分（現存）。
蒙古聯合自治政府の後援の元、自治政府および内蒙軍の全面協力の下で総勢86名での現地ロケを敢行した大作。紀元1838年（西暦1178年）のモンゴル高原を舞台に、チンギス・カンことテムジンが、群雄割拠するモンゴルで幾多の困難を乗り越え、モンゴルを統一してモンゴル帝国を築く姿を描く。冒頭の年表記をはじめ、プロパガンダ色の強い作品である。現存するフィルムでは、タイトルロール後に「第一部 蒙古の嵐」とある。失われたフィルムに「第二部」などの表記があったのかは不明。

## スタッフ
表記はタイトルロールに準拠
- 後援：蒙古聯合自治政府
- 製作：京都撮影所
- 脚本：比佐芳武
- 撮影：高橋武則、松井鴻、竹野治夫
- 撮影助手：武田千吉郎、青柳嘉博、石田秀雄
- 録音：熊谷宏、藤谷徳蔵
- 音楽：白木義信
- 演奏：京都交響楽団
- 編集：西田重雄
- 装置担当：角井平吉、川村鬼世志
- 大道具：藤田初太郎
- 背景：澤井富太郎
- 小道具：吉田儀一
- 照明：西田義太郎、中野豊次郎
- 剣導：川原利吉
- 擬音効果：加藤弘郎
- 技髪：栗林徳雄
- 特殊技髪：小林重雄
- 衣装：中島小三郎
- 製作担当：平尾善吉
- 制作進行：橋本梅吉、谷譲一郎
- 演出助手：草野淳、田坂勝彦、天野信、渡辺秀明
- 演出：牛原虚彦・松田定次

## 出演者
- テムヂン：戸上城太郎
- テムゲ：滝口新太郎
- ソルガンシラ：香川良介
- ジャムカ：北龍二
- ダイルウスン：寺島貢
- スブテイ：石黒達也
- ワンカン：遠山満
- ヂェルメ：尾上華丈
- ディセチエン：藤川三之祐
- ベルグテイ：津島慶一郎
- ハサル：高橋正夫
- ナグバヤン：伊藤亮英
- ボゴルチ：恩田清二郎
- センクン：多岐征二
- キンギタイ：横山文彦
- チェンリウ：大河原左雁次
- チェルビ：瀬戸一司
- チノ：清水明
- ハルヂヤン：菊野正世吉
- チルゲル：中野正治
- チラウン：近衛周
- マルカイ：川田豊作
- ゴトル：駒井耀
- トーレ：澤三郎
- ボゴー：岩園勝
- ウルテイ：杉本潤市
- チムスル：橘昇子
- ウブル：國枝勢律子
- ハブル：赤木春生
- トグーズ：橘公子
- ブルテ：最上米子
- ヴェルンエケ：浦辺粂子

## ソフト化
大映ビデオからビデオソフトが発売されたことがある。ただし、現存する唯一のフィルムが完存しないため、67分のみ収録されている。